# EuroCoupe de basket-ball 2015-2016
Navigation
Édition précédente Édition suivante
L’EuroCoupe de basket-ball 2015-2016 est la treizième édition de l'Eurocoupe, la deuxième plus importante compétition de clubs dans la hiérarchie du basket-ball européen, après l'Euroligue.
La compétition rassemble 36 équipes réparties en six groupes de six lors de la première phase.
Les quatre premières équipes de chaque groupe de la phase régulière sont qualifiées pour le tour suivant. À ces vingt-quatre formations s'ajouteront les huit équipes participantes à l'Euroligue mais non qualifiées pour le Top 16.
Le vainqueur de cette compétition est automatiquement qualifié pour la saison 2016-2017 de l'Euroligue.

## Saison régulière

### Les équipes participantes
36 équipes participent à la saison régulière de l'Eurocoupe, 29 d'entre elles ont accédé directement à ce stade avec les sept perdants des qualifications de l'Euroligue.
| Entrée en lice au Top 32            | Entrée en lice au Top 32                | Entrée en lice au Top 32 | Entrée en lice au Top 32      |
| ----------------------------------- | --------------------------------------- | ------------------------ | ----------------------------- |
| Bayern Munich                       | Strasbourg IG                           | Limoges CSP              | EA7 Emporio Armani Milan      |
| Pınar Karşıyaka Izmir               | Stelmet Zielona Góra                    | Maccabi Tel-Aviv         | Dinamo Basket Sassari         |
| Participation à la Saison régulière |                                         |                          |                               |
| Conférence 1                        | Conférence 1                            | Conférence 2             | Conférence 2                  |
| Valencia Basket                     | Grissin Bon Reggio Emilia               | BK Nijni Novgorod        | Trabzonspor Medical Park      |
| Dominion Bilbao Basket              | Umana Reyer Venezia                     | Zénith Saint-Pétersbourg | Bandırma Banvit               |
| Herbalife Gran Canaria              | Dolomiti Energia Trento                 | UNICS Kazan              | Galatasaray Odeabank Istanbul |
| CAI Zaragoza                        | Enel Brindisi                           | Avtodor Saratov          | Beşiktaş Sompo Japan Istanbul |
| Le Mans SB                          | ALBA Berlin                             | Krasny Oktyabr Volgograd | PAOK Salonique                |
| SLUC Nancy                          | Ratiopharm Ulm                          | Lietuvos rytas Vilnius   | Aris Salonique                |
| JSF Nanterre                        | Telekom Baskets Bonn                    | Neptūnas Klaipėda        | AEK Athènes                   |
| Union Olimpija Ljubljana            | Telenet Oostende MHP Riesen Ludwigsburg | Hapoël Jérusalem         | Szolnoki Olaj                 |
| Proximus Spirou Charleroi           | ČEZ Nymburk EWE Baskets Oldenburg       | Budućnost VOLI Podgorica | Steaua CSM EximBank Bucarest  |

Légende :
- Vainqueur
- Finaliste
- Éliminé en demi-finale
- Éliminé en quart de finale
- Éliminé en huitième de finale
- Éliminé lors du Top 32
- Éliminé lors de la phase régulière

### Tirage au sort
Le tirage au sort de l'EuroCoupe a lieu le 9 juillet 2015.
Les équipes ont été réparties en 12 pots (6 pots par conférence) de 3 équipes.
Le 4 août 2015, les équipes du ČEZ Nymburk et du Telenet Oostende sont remplacées respectivement par les allemandes d'EWE Baskets Oldenburg et du MHP Riesen Ludwigsburg
Les 4 premières équipes de chaque groupe sont qualifiées pour le Top 32.

### Chapeaux
| Conférence 1                                                            | Conférence 1                                               | Conférence 1                                                                    | Conférence 1                                              | Conférence 1                                                             | Conférence 1                                                 |
| Pot 1                                                                   | Pot 2                                                      | Pot 3                                                                           | Pot 4                                                     | Pot 5                                                                    | Pot 6                                                        |
| ----------------------------------------------------------------------- | ---------------------------------------------------------- | ------------------------------------------------------------------------------- | --------------------------------------------------------- | ------------------------------------------------------------------------ | ------------------------------------------------------------ |
| Alba Berlin Valencia Basket ČEZ Nymburk EWE Baskets Oldenburg           | Herbalife Gran Canaria CAI Zaragoza Dominion Bilbao Basket | Union Olimpija Ljubljana Telenet Oostende MHP Riesen Ludwigsburg ratiopharm Ulm | JSF Nanterre SLUC Nancy Le Mans SB                        | Proximus Spirou Charleroi Telekom Baskets Bonn Grissin Bon Reggio Emilia | Umana Reyer Venezia Dolomiti Energia Trento Enel Brindisi    |
| Conférence 2                                                            |                                                            |                                                                                 |                                                           |                                                                          |                                                              |
| Pot 1                                                                   | Pot 2                                                      | Pot 3                                                                           | Pot 4                                                     | Pot 5                                                                    | Pot 6                                                        |
| UNICS Kazan Galatasaray Odeabank Istanbul Beşiktaş Sompo Japan Istanbul | Bandırma Banvit BK Nijni Novgorod Lietuvos rytas Vilnius   | Trabzonspor Medical Park Zénith Saint-Pétersbourg Krasny Oktyabr Volgograd      | Avtodor Saratov Budućnost VOLI Podgorica Hapoël Jérusalem | PAOK Salonique Aris Salonique AEK Athènes                                | Neptūnas Klaipėda Steaua CSM EximBank Bucarest Szolnoki Olaj |

## Compétition

### Phase régulière

#### Premier tour

##### Conférence 1

###### Groupe A
| Rang | Équipe                   | Pts | J  | G | P | Pp  | Pc  | Diff |  | Résultats (dom.\ext.)    | OLD   | BIL   | LJU   | NAN   | BON    | TRE    |
| ---- | ------------------------ | --- | -- | - | - | --- | --- | ---- |  | ------------------------ | ----- | ----- | ----- | ----- | ------ | ------ |
| 1    | Dominion Bilbao Basket   | 18  | 10 | 8 | 2 | 856 | 729 | 127  |  | EWE Baskets Oldenburg    |       | 60-94 | 75-77 | 84-81 | 77-70  | 80-93  |
| 2    | Dolomiti Energia Trento  | 17  | 10 | 7 | 3 | 875 | 827 | 48   |  | Dominion Bilbao Basket   | 73-68 |       | 80-83 | 73-76 | 95-80  | 104-91 |
| 3    | Union Olimpija Ljubljana | 15  | 10 | 5 | 5 | 799 | 828 | -29  |  | Union Olimpija Ljubljana | 81-82 | 63-84 |       | 78-65 | 77-82  | 98-97  |
| 4    | EWE Baskets Oldenburg    | 14  | 10 | 4 | 6 | 764 | 820 | -56  |  | JSF Nanterre             | 83-92 | 52-83 | 85-72 |       | 101-78 | 79-85  |
| 5    | JSF Nanterre             | 14  | 10 | 4 | 6 | 772 | 801 | -29  |  | Telekom Baskets Bonn     | 88-77 | 81-90 | 88-93 | 86-95 |        | 89-96  |
| 6    | Telekom Baskets Bonn     | 12  | 10 | 2 | 8 | 838 | 899 | -61  |  | Dolomiti Energia Trento  | 80-69 | 75-80 | 90-77 | 70-55 | 98-96  |        |

###### Groupe B
| Rang | Équipe                    | Pts | J  | G | P | Pp  | Pc  | Diff |  | Résultats (dom.\ext.)     | ALB   | GRA   | LUD   | LEM   | REG   | BRI    |
| ---- | ------------------------- | --- | -- | - | - | --- | --- | ---- |  | ------------------------- | ----- | ----- | ----- | ----- | ----- | ------ |
| 1    | Herbalife Gran Canaria    | 18  | 10 | 8 | 2 | 839 | 752 | 87   |  | Alba Berlin               |       | 84-71 | 79-90 | 80-86 | 82-76 | 80-79  |
| 2    | MHP Riesen Ludwigsburg    | 17  | 10 | 7 | 3 | 811 | 732 | 79   |  | Herbalife Gran Canaria    | 83-78 |       | 95-75 | 77-62 | 76-67 | 103-76 |
| 3    | Grissin Bon Reggio Emilia | 16  | 10 | 6 | 4 | 778 | 759 | 19   |  | Ludwigsburg               | 79-60 | 92-89 |       | 90-49 | 65-76 | 84-80  |
| 4    | Alba Berlin               | 15  | 10 | 5 | 5 | 774 | 790 | -16  |  | Le Mans SB                | 84-88 | 74-79 | 75-81 |       | 71-87 | 66-45  |
| 5    | Le Mans SB                | 13  | 10 | 3 | 7 | 721 | 785 | -64  |  | Grissin Bon Reggio Emilia | 74-71 | 73-78 | 69-68 | 93-82 |       | 82-79  |
| 6    | Enel Brindisi             | 11  | 10 | 1 | 9 | 710 | 815 | -105 |  | Enel Brindisi             | 68-72 | 71-88 | 60-87 | 65-72 | 87-81 |        |

###### Groupe C
| Rang | Équipe                    | Pts | J  | G  | P | Pp  | Pc  | Diff |  | Résultats (dom.\ext.)     | VAL   | ZAZ   | ULM   | NAN   | CHA   | VEN   |
| ---- | ------------------------- | --- | -- | -- | - | --- | --- | ---- |  | ------------------------- | ----- | ----- | ----- | ----- | ----- | ----- |
| 1    | Valencia Basket           | 20  | 10 | 10 | 0 | 809 | 689 | 120  |  | Valencia Basket           |       | 87-68 | 93-88 | 77-65 | 97-76 | 88-59 |
| 2    | CAI Zaragoza              | 17  | 10 | 7  | 3 | 760 | 757 | 3    |  | CAI Zaragoza              | 76-84 |       | 69-59 | 75-71 | 80-70 | 82-72 |
| 3    | ratiopharm Ulm            | 14  | 10 | 4  | 6 | 804 | 792 | 12   |  | ratiopharm Ulm            | 79-82 | 81-84 |       | 90-73 | 76-77 | 87-68 |
| 4    | Umana Reyer Venezia       | 14  | 10 | 5  | 5 | 721 | 760 | -39  |  | SLUC Nancy                | 71-74 | 76-78 | 76-80 |       | 67-63 | 62-71 |
| 5    | Proximus Spirou Charleroi | 13  | 10 | 3  | 7 | 731 | 782 | -51  |  | Proximus Spirou Charleroi | 49-65 | 80-69 | 80-86 | 81-86 |       | 86-83 |
| 6    | SLUC Nancy                | 12  | 10 | 2  | 8 | 714 | 759 | -45  |  | Umana Reyer Venezia       | 58-62 | 77-79 | 90-78 | 70-67 | 73-69 |       |

##### Conférence 2

###### Groupe D
| Rang | Équipe                       | Pts | J  | G | P | Pp  | Pc  | Diff |  | Résultats (dom.\ext.)        | KAZ   | BAN   | TRA   | BUD   | ARI   | BUC   |
| ---- | ---------------------------- | --- | -- | - | - | --- | --- | ---- |  | ---------------------------- | ----- | ----- | ----- | ----- | ----- | ----- |
| 1    | Aris Salonique               | 17  | 10 | 7 | 3 | 733 | 701 | 32   |  | UNICS Kazan                  |       | 78-69 | 78-64 | 91-77 | 73-74 | 94-68 |
| 2    | UNICS Kazan                  | 17  | 10 | 7 | 3 | 800 | 724 | 76   |  | Bandırma Banvit              | 79-85 |       | 71-67 | 76-68 | 96-84 | 90-60 |
| 3    | Trabzonspor Medical Park     | 15  | 10 | 5 | 5 | 754 | 759 | -5   |  | Trabzonspor Medical Park     | 73-80 | 96-88 |       | 75-71 | 74-71 | 82-67 |
| 4    | Bandırma Banvit              | 15  | 10 | 5 | 5 | 770 | 757 | 13   |  | Budućnost VOLI Podgorica     | 73-63 | 83-70 | 79-82 |       | 75-56 | 89-56 |
| 5    | Budućnost VOLI Podgorica     | 14  | 10 | 4 | 6 | 747 | 725 | 22   |  | Aris Salonique               | 76-70 | 72-53 | 78-70 | 75-57 |       | 70-66 |
| 6    | Steaua CSM EximBank Bucarest | 12  | 10 | 2 | 8 | 676 | 814 | -138 |  | Steaua CSM EximBank Bucarest | 71-88 | 64-78 | 76-71 | 81-75 | 67-77 |       |

###### Groupe E
| Rang | Équipe                        | Pts | J  | G | P | Pp  | Pc  | Diff |  | Résultats (dom.\ext.)         | BES    | RYT    | S-P   | SAR    | PAO   | OLA    |
| ---- | ----------------------------- | --- | -- | - | - | --- | --- | ---- |  | ----------------------------- | ------ | ------ | ----- | ------ | ----- | ------ |
| 1    | Zénith Saint-Pétersbourg      | 18  | 10 | 8 | 2 | 820 | 746 | 74   |  | Beşiktaş Sompo Japan Istanbul |        | 92-103 | 91-67 | 79-103 | 73-75 | 76-67  |
| 2    | Avtodor Saratov               | 17  | 10 | 7 | 3 | 947 | 839 | 108  |  | Lietuvos rytas Vilnius        | 87-91  |        | 65-70 | 81-97  | 81-88 | 98-99  |
| 3    | PAOK Salonique                | 15  | 10 | 5 | 5 | 773 | 831 | -58  |  | Zénith Saint-Pétersbourg      | 82-58  | 92-84  |       | 81-88  | 76-66 | 89-64  |
| 4    | Szolnoki Olaj                 | 14  | 10 | 4 | 6 | 763 | 827 | -64  |  | Avtodor Saratov               | 93-83  | 109-92 | 85-90 |        | 90-68 | 104-78 |
| 5    | Beşiktaş Sompo Japan Istanbul | 14  | 10 | 3 | 7 | 810 | 842 | -32  |  | PAOK Salonique                | 80-100 | 81-76  | 70-89 | 104-99 |       | 72-69  |
| 6    | Lietuvos rytas Vilnius        | 12  | 10 | 2 | 8 | 856 | 884 | -28  |  | Szolnoki Olaj                 | 85-67  | 65-89  | 75-84 | 83-69  | 78-69 |        |

###### Groupe F
| Rang | Équipe                        | Pts | J  | G | P | Pp  | Pc  | Diff |  | Résultats (dom.\ext.)         | GAL   | NOV   | OKT    | JER   | ATH   | NEP   |
| ---- | ----------------------------- | --- | -- | - | - | --- | --- | ---- |  | ----------------------------- | ----- | ----- | ------ | ----- | ----- | ----- |
| 1    | Galatasaray Odeabank Istanbul | 17  | 10 | 7 | 3 | 867 | 789 | 78   |  | Galatasaray Odeabank Istanbul |       | 87-85 | 103-76 | 87-79 | 89-65 | 76-82 |
| 2    | Neptūnas Klaipėda             | 16  | 10 | 6 | 4 | 829 | 807 | 22   |  | BK Nijni Novgorod             | 81-75 |       | 82-74  | 92-71 | 86-79 | 78-82 |
| 3    | BK Nijni Novgorod             | 16  | 10 | 6 | 4 | 801 | 780 | 21   |  | Krasny Oktyabr Volgograd      | 72-88 | 73-78 |        | 74-95 | 78-82 | 74-97 |
| 4    | Hapoël Jérusalem              | 15  | 10 | 5 | 5 | 808 | 798 | 10   |  | Hapoël Jérusalem              | 86-82 | 70-74 | 92-90  |       | 82-78 | 74-59 |
| 5    | AEK Athènes                   | 15  | 10 | 5 | 5 | 794 | 812 | -18  |  | AEK Athènes                   | 73-86 | 87-70 | 94-96  | 75-74 |       | 75-71 |
| 6    | Krasny Oktyabr Volgograd      | 11  | 10 | 1 | 9 | 797 | 910 | -113 |  | Neptūnas Klaipėda             | 90-94 | 82-75 | 99-90  | 87-85 | 80-86 |       |

#### Top 32
Les quatre premières équipes de chaque groupe de la saison régulière sont rejointes par les 8 équipes classées 5e et 6e de la première phase de l'Euroligue :

##### Groupe G
| Rang | Équipe          | Pts | J | G | P | Pp  | Pc  | Diff |  | Résultats (dom.\ext.) |       |       |       |       |
| ---- | --------------- | --- | - | - | - | --- | --- | ---- |  | --------------------- | ----- | ----- | ----- | ----- |
| 1    | Bayern Munich   | 10  | 6 | 4 | 2 | 476 | 454 | 22   |  | Bayern Munich         |       | 88-90 | 83-69 | 77-62 |
| 2    | Bandırma Banvit | 10  | 6 | 4 | 2 | 487 | 455 | 32   |  | Bilbao Basket         | 76-78 |       | 83-65 | 76-85 |
| 3    | Bilbao Basket   | 9   | 6 | 3 | 3 | 483 | 464 | 19   |  | Ratiopharm Ulm        | 74-65 | 75-93 |       | 80-92 |
| 4    | Ratiopharm Ulm  | 7   | 6 | 1 | 5 | 435 | 508 | -73  |  | Bandırma Banvit       | 83-85 | 73-65 | 92-72 |       |

##### Groupe H
| Rang | Équipe                 | Pts | J | G | P | Pp  | Pc  | Diff |  | Résultats (dom.\ext.)  |       |       |        |        |
| ---- | ---------------------- | --- | - | - | - | --- | --- | ---- |  | ---------------------- | ----- | ----- | ------ | ------ |
| 1    | Herbalife Gran Canaria | 11  | 6 | 5 | 1 | 531 | 440 | 91   |  | Strasbourg IG          |       | 68-79 | 77-74  | 75-71  |
| 2    | Strasbourg IG          | 10  | 6 | 4 | 2 | 464 | 456 | 8    |  | Herbalife Gran Canaria | 76-85 |       | 101-77 | 108-61 |
| 3    | Avtodor Saratov        | 9   | 6 | 3 | 3 | 531 | 540 | -9   |  | Avtodor Saratov        | 87-80 | 85-92 |        | 105-96 |
| 4    | Hapoël Jérusalem       | 6   | 6 | 0 | 6 | 455 | 545 | -90  |  | Hapoël Jérusalem       | 69-79 | 64-75 | 94-103 |        |

##### Groupe I
| Rang | Équipe                | Pts | J | G | P | Pp  | Pc  | Diff |  | Résultats (dom.\ext.) |       |        |       |       |
| ---- | --------------------- | --- | - | - | - | --- | --- | ---- |  | --------------------- | ----- | ------ | ----- | ----- |
| 1    | EWE Baskets Oldenburg | 10  | 6 | 4 | 2 | 494 | 490 | 4    |  | CSP Limoges           |       | 82-67  | 79-61 | 78-87 |
| 2    | CSP Limoges           | 9   | 6 | 3 | 3 | 494 | 467 | 27   |  | Valencia Basket       | 72-92 |        | 78-62 | 77-62 |
| 3    | Valencia Basket       | 9   | 6 | 3 | 3 | 474 | 462 | 12   |  | PAOK Salonique        | 88-75 | 75-72  |       | 68-81 |
| 4    | PAOK Salonique        | 8   | 6 | 2 | 4 | 425 | 468 | -43  |  | EWE Baskets Oldenburg | 92-88 | 89-108 | 83-71 |       |

##### Groupe J
| Rang | Équipe                   | Pts | J | G | P | Pp  | Pc  | Diff |  | Résultats (dom.\ext.)    |       |       |       |       |
| ---- | ------------------------ | --- | - | - | - | --- | --- | ---- |  | ------------------------ | ----- | ----- | ----- | ----- |
| 1    | EA7 Emporio Armani Milan | 10  | 6 | 4 | 2 | 474 | 442 | 32   |  | EA7 Emporio Armani Milan |       | 95-54 | 79-71 | 91-78 |
| 2    | Alba Berlin              | 9   | 6 | 3 | 3 | 447 | 433 | 14   |  | Aris Salonique           | 83-68 |       | 84-58 | 73-63 |
| 3    | Aris Salonique           | 9   | 6 | 3 | 3 | 429 | 438 | -9   |  | Neptūnas Klaipėda        | 73-74 | 72-68 |       | 73-65 |
| 4    | Neptūnas Klaipėda        | 8   | 6 | 2 | 4 | 409 | 446 | -37  |  | Alba Berlin              | 83-67 | 82-67 | 76-62 |       |

##### Groupe K
| Rang | Équipe                    | Pts | J | G | P | Pp  | Pc  | Diff |  | Résultats (dom.\ext.)     |       |       |        |       |
| ---- | ------------------------- | --- | - | - | - | --- | --- | ---- |  | ------------------------- | ----- | ----- | ------ | ----- |
| 1    | Dolomiti Energia Trento   | 10  | 6 | 4 | 2 | 470 | 467 | 3    |  | Pınar Karşıyaka Izmir     |       | 79-85 | 109-66 | 81-68 |
| 2    | Pınar Karşıyaka Izmir     | 9   | 6 | 3 | 3 | 498 | 426 | 72   |  | Dolomiti Energia Trento   | 76-72 |       | 82-63  | 73-89 |
| 3    | Trabzonspor Medical Park  | 9   | 6 | 3 | 3 | 450 | 465 | -15  |  | Grissin Bon Reggio Emilia | 88-81 | 72-84 |        | 89-76 |
| 4    | Grissin Bon Reggio Emilia | 8   | 6 | 2 | 4 | 454 | 514 | -60  |  | Trabzonspor Medical Park  | 43-76 | 92-70 | 82-76  |       |

##### Groupe L
| Rang | Équipe                   | Pts | J | G | P | Pp  | Pc  | Diff |  | Résultats (dom.\ext.)    |       |       |       |       |
| ---- | ------------------------ | --- | - | - | - | --- | --- | ---- |  | ------------------------ | ----- | ----- | ----- | ----- |
| 1    | Zénith Saint-Pétersbourg | 10  | 6 | 4 | 2 | 479 | 470 | 9    |  | Stelmet Zielona Góra     |       | 76-90 | 76-81 | 83-92 |
| 2    | Stelmet Zielona Góra     | 9   | 6 | 3 | 3 | 458 | 463 | -5   |  | Zénith Saint-Pétersbourg | 69-73 |       | 83-80 | 79-72 |
| 3    | MHP Riesen Ludwigsburg   | 9   | 6 | 3 | 3 | 477 | 468 | 9    |  | MHP Riesen Ludwigsburg   | 73-82 | 85-72 |       | 94-84 |
| 4    | Umana Reyer Venezia      | 8   | 6 | 2 | 4 | 461 | 474 | -13  |  | Umana Reyer Venezia      | 58-68 | 84-86 | 71-64 |       |

##### Groupe M
| Rang | Équipe                   | Pts | J | G | P | Pp  | Pc  | Diff |  | Résultats (dom.\ext.)    |       |       |       |       |
| ---- | ------------------------ | --- | - | - | - | --- | --- | ---- |  | ------------------------ | ----- | ----- | ----- | ----- |
| 1    | UNICS Kazan              | 12  | 6 | 6 | 0 | 495 | 449 | 46   |  | Maccabi Tel-Aviv         |       | 84-95 | 82-73 | 82-92 |
| 2    | BK Nijni Novgorod        | 9   | 6 | 3 | 3 | 490 | 482 | 8    |  | UNICS Kazan              | 76-68 |       | 72-64 | 84-74 |
| 3    | Maccabi Tel-Aviv         | 8   | 6 | 2 | 4 | 480 | 494 | -14  |  | Union Olimpija Ljubljana | 73-66 | 83-89 |       | 73-79 |
| 4    | Union Olimpija Ljubljana | 7   | 6 | 1 | 5 | 440 | 469 | -29  |  | BK Nijni Novgorod        | 83-87 | 78-80 | 81-74 |       |

##### Groupe N
| Rang | Équipe                        | Pts | J | G | P | Pp  | Pc  | Diff |  | Résultats (dom.\ext.)         |       |       |        |       |
| ---- | ----------------------------- | --- | - | - | - | --- | --- | ---- |  | ----------------------------- | ----- | ----- | ------ | ----- |
| 1    | Galatasaray Odeabank Istanbul | 10  | 6 | 4 | 2 | 493 | 414 | 79   |  | Dinamo Basket Sassari         |       | 79-74 | 75-72  | 90-74 |
| 2    | CAI Zaragoza                  | 10  | 6 | 4 | 2 | 480 | 451 | 29   |  | Galatasaray Odeabank Istanbul | 87-69 |       | 103-68 | 87-59 |
| 3    | Dinamo Basket Sassari         | 9   | 6 | 3 | 3 | 463 | 480 | -17  |  | CAI Zaragoza                  | 87-75 | 85-68 |        | 88-60 |
| 4    | Szolnoki Olaj                 | 7   | 6 | 1 | 5 | 403 | 494 | -91  |  | Szolnoki Olaj                 | 86-75 | 54-74 | 70-80  |       |

### Phase éliminatoire
Les matches se disputent en deux manches sèches. Le vainqueur est déterminé par l'addition des points marqués lors des deux rencontres.
|  |                               |                         |                               |                         |                         |                          |     |                  |                               |                               |                               |                               |                               |                               |                               |                               |                               |                               |                               |                               |        |        |        |        |
|  | Huitièmes de finale           | Huitièmes de finale     | Huitièmes de finale           | Huitièmes de finale     | Huitièmes de finale     |                          |     | Quarts de finale | Quarts de finale              | Quarts de finale              | Quarts de finale              | Quarts de finale              |                               |                               | Finale                        | Finale                        | Finale                        | Finale                        | Finale                        | Finale                        | Finale | Finale | Finale | Finale |
|  |                               |                         |                               |                         |                         |                          |     |                  |                               |                               |                               |                               |                               |                               |                               |                               |                               |                               |                               |                               |        |        |        |        |
|  |                               |                         |                               |                         |                         |                          |     |                  | Demi-finales                  |                               |                               |                               |                               |                               |                               |                               |                               |                               |                               |                               |        |        |        |        |
|  |                               |                         |                               |                         |                         |                          |     |                  |                               |                               |                               |                               |                               |                               |                               |                               |                               |                               |                               |                               |        |        |        |        |
|  |                               |                         |                               |                         |                         |                          |     |                  |                               |                               |                               |                               |                               |                               |                               |                               |                               |                               |                               |                               |        |        |        |        |
|  | Bayern Munich                 | G1                      | 82                            | *84                     | 166                     |                          |     |                  |                               |                               |                               |                               |                               |                               |                               |                               |                               |                               |                               |                               |        |        |        |        |
|  | Bayern Munich                 | G1                      | 82                            | *84                     | 166                     |                          |     |                  |                               |                               |                               |                               |                               |                               |                               |                               |                               |                               |                               |                               |        |        |        |        |
|  | Alba Berlin                   | J2                      | *82                           | 75                      | 157                     |                          |     |                  |                               |                               |                               |                               |                               |                               |                               |                               |                               |                               |                               |                               |        |        |        |        |
|  | Alba Berlin                   | J2                      | *82                           | 75                      | 157                     | Bayern Munich            | G1  | *99              | 59                            | 158                           |                               |                               |                               |                               |                               |                               |                               |                               |                               |                               |        |        |        |        |
|  |                               |                         |                               |                         |                         | Bayern Munich            | G1  | *99              | 59                            | 158                           |                               |                               |                               |                               |                               |                               |                               |                               |                               |                               |        |        |        |        |
|  |                               |                         | Galatasaray Odeabank Istanbul | N1                      | 89                      | *72                      | 161 |                  |                               |                               |                               |                               |                               |                               |                               |                               |                               |                               |                               |                               |        |        |        |        |
|  | Galatasaray Odeabank Istanbul | N1                      | Galatasaray Odeabank Istanbul | N1                      | 89                      | *72                      | 161 | 64               | *93                           | 157                           |                               |                               |                               |                               |                               |                               |                               |                               |                               |                               |        |        |        |        |
|  | Galatasaray Odeabank Istanbul | N1                      |                               |                         |                         |                          |     |                  |                               | 157                           |                               |                               |                               |                               |                               |                               |                               |                               |                               |                               |        |        |        |        |
|  | Pınar Karşıyaka Izmir         | K2                      | *67                           | 65                      | 132                     |                          |     |                  |                               |                               |                               |                               |                               |                               |                               |                               |                               |                               |                               |                               |        |        |        |        |
|  | Pınar Karşıyaka Izmir         | K2                      | *67                           | 65                      | 132                     |                          |     |                  | Galatasaray Odeabank Istanbul | Galatasaray Odeabank Istanbul | Galatasaray Odeabank Istanbul | Galatasaray Odeabank Istanbul | Galatasaray Odeabank Istanbul | Galatasaray Odeabank Istanbul | N1                            | *89                           | 81ap                          | 170                           |                               |                               |        |        |        |        |
|  |                               |                         |                               |                         |                         |                          |     |                  | Galatasaray Odeabank Istanbul | Galatasaray Odeabank Istanbul | Galatasaray Odeabank Istanbul | Galatasaray Odeabank Istanbul | Galatasaray Odeabank Istanbul | Galatasaray Odeabank Istanbul | N1                            | *89                           | 81ap                          | 170                           |                               |                               |        |        |        |        |
|  | Herbalife Gran Canaria        | Herbalife Gran Canaria  | Herbalife Gran Canaria        | Herbalife Gran Canaria  | Herbalife Gran Canaria  | Herbalife Gran Canaria   | H1  | 75               | *94                           | 169                           |                               |                               |                               |                               |                               |                               |                               |                               |                               |                               |        |        |        |        |
|  | Herbalife Gran Canaria        | Herbalife Gran Canaria  | Herbalife Gran Canaria        | Herbalife Gran Canaria  | Herbalife Gran Canaria  | Herbalife Gran Canaria   | H1  | 75               | *94                           | 169                           | Herbalife Gran Canaria        | H1                            | 82                            | *77                           | 159                           |                               |                               |                               |                               |                               |        |        |        |        |
|  |                               |                         |                               |                         |                         |                          |     |                  |                               |                               | Herbalife Gran Canaria        | H1                            | 82                            | *77                           | 159                           |                               |                               |                               |                               |                               |        |        |        |        |
|  | CSP Limoges                   | I2                      | *65                           | 78                      | 143                     |                          |     |                  |                               |                               |                               |                               |                               |                               |                               |                               |                               |                               |                               |                               |        |        |        |        |
|  | CSP Limoges                   | I2                      | *65                           | 78                      | 143                     | Herbalife Gran Canaria   | H1  | 93               | *83                           | 179                           |                               |                               |                               |                               |                               |                               |                               |                               |                               |                               |        |        |        |        |
|  |                               |                         |                               |                         |                         | Herbalife Gran Canaria   | H1  | 93               | *83                           | 179                           |                               |                               |                               |                               |                               |                               |                               |                               |                               |                               |        |        |        |        |
|  |                               |                         | Stelmet Zielona Góra          | L2                      | *82                     | 86                       | 168 |                  |                               |                               |                               |                               |                               |                               |                               |                               |                               |                               |                               |                               |        |        |        |        |
|  | UNICS Kazan                   | M1                      | Stelmet Zielona Góra          | L2                      | *82                     | 86                       | 168 | 72               | *54                           | 126                           |                               |                               |                               |                               |                               |                               |                               |                               |                               |                               |        |        |        |        |
|  | UNICS Kazan                   | M1                      |                               |                         |                         |                          |     |                  |                               |                               |                               |                               |                               |                               |                               |                               |                               |                               |                               |                               |        |        |        |        |
|  | Stelmet Zielona Góra          | L2                      | *68                           | 71                      | 139                     |                          |     |                  |                               |                               |                               |                               |                               |                               |                               |                               |                               |                               |                               |                               |        |        |        |        |
|  | Stelmet Zielona Góra          | L2                      | *68                           | 71                      | 139                     |                          |     |                  |                               |                               |                               |                               |                               |                               | Galatasaray Odeabank Istanbul | Galatasaray Odeabank Istanbul | Galatasaray Odeabank Istanbul | Galatasaray Odeabank Istanbul | Galatasaray Odeabank Istanbul | Galatasaray Odeabank Istanbul | N1     | 62     | *78    | 140    |
|  |                               |                         |                               |                         |                         |                          |     |                  |                               |                               |                               |                               |                               |                               | Galatasaray Odeabank Istanbul | Galatasaray Odeabank Istanbul | Galatasaray Odeabank Istanbul | Galatasaray Odeabank Istanbul | Galatasaray Odeabank Istanbul | Galatasaray Odeabank Istanbul | N1     | 62     | *78    | 140    |
|  | Strasbourg IG                 | Strasbourg IG           | Strasbourg IG                 | Strasbourg IG           | Strasbourg IG           | Strasbourg IG            | H2  | *66              | 67                            | 133                           |                               |                               |                               |                               |                               |                               |                               |                               |                               |                               |        |        |        |        |
|  | Strasbourg IG                 | Strasbourg IG           | Strasbourg IG                 | Strasbourg IG           | Strasbourg IG           | Strasbourg IG            | H2  | *66              | 67                            | 133                           | EWE Baskets Oldenburg         | I1                            | 78                            | *64                           | 142                           |                               |                               |                               |                               |                               |        |        |        |        |
|  |                               |                         |                               |                         |                         |                          |     |                  |                               |                               |                               | I1                            | 78                            | *64                           | 142                           |                               |                               |                               |                               |                               |        |        |        |        |
|  | Strasbourg IG                 | H2                      | *76                           | 93                      | 169                     |                          |     |                  |                               |                               |                               |                               |                               |                               |                               |                               |                               |                               |                               |                               |        |        |        |        |
|  | Strasbourg IG                 | H2                      | *76                           | 93                      | 169                     | Strasbourg IG            | H2  | 94               | *91                           | 185                           |                               |                               |                               |                               |                               |                               |                               |                               |                               |                               |        |        |        |        |
|  |                               |                         |                               |                         |                         | Strasbourg IG            | H2  | 94               | *91                           | 185                           |                               |                               |                               |                               |                               |                               |                               |                               |                               |                               |        |        |        |        |
|  |                               |                         | BK Nijni Novgorod             | M2                      | *85                     | 91ap                     | 176 |                  |                               |                               |                               |                               |                               |                               |                               |                               |                               |                               |                               |                               |        |        |        |        |
|  | Zénith Saint-Pétersbourg      | L1                      | BK Nijni Novgorod             | M2                      | *85                     | 91ap                     | 176 | 76               | *89                           | 165                           |                               |                               |                               |                               |                               |                               |                               |                               |                               |                               |        |        |        |        |
|  | Zénith Saint-Pétersbourg      | L1                      |                               |                         |                         |                          |     |                  |                               | 165                           |                               |                               |                               |                               |                               |                               |                               |                               |                               |                               |        |        |        |        |
|  | BK Nijni Novgorod             | M2                      | *102                          | 74                      | 176                     |                          |     |                  |                               |                               |                               |                               |                               |                               |                               |                               |                               |                               |                               |                               |        |        |        |        |
|  | BK Nijni Novgorod             | M2                      | *102                          | 74                      | 176                     |                          |     |                  | Strasbourg IG                 | Strasbourg IG                 | Strasbourg IG                 | Strasbourg IG                 | Strasbourg IG                 | Strasbourg IG                 | H2                            | *68                           | 86                            | 154                           |                               |                               |        |        |        |        |
|  |                               |                         |                               |                         |                         |                          |     |                  | Strasbourg IG                 | Strasbourg IG                 | Strasbourg IG                 | Strasbourg IG                 | Strasbourg IG                 | Strasbourg IG                 | H2                            | *68                           | 86                            | 154                           |                               |                               |        |        |        |        |
|  | Dolomiti Energia Trento       | Dolomiti Energia Trento | Dolomiti Energia Trento       | Dolomiti Energia Trento | Dolomiti Energia Trento | Dolomiti Energia Trento  | K1  | 74               | *78                           | 152                           |                               |                               |                               |                               |                               |                               |                               |                               |                               |                               |        |        |        |        |
|  | Dolomiti Energia Trento       | Dolomiti Energia Trento | Dolomiti Energia Trento       | Dolomiti Energia Trento | Dolomiti Energia Trento | Dolomiti Energia Trento  | K1  | 74               | *78                           | 152                           | EA7 Emporio Armani Milan      | J1                            | 72                            | *79                           | 151                           |                               |                               |                               |                               |                               |        |        |        |        |
|  |                               |                         |                               |                         |                         |                          |     |                  |                               |                               | EA7 Emporio Armani Milan      | J1                            | 72                            | *79                           | 151                           |                               |                               |                               |                               |                               |        |        |        |        |
|  | Bandırma Banvit               | G2                      | *69                           | 76                      | 145                     |                          |     |                  |                               |                               |                               |                               |                               |                               |                               |                               |                               |                               |                               |                               |        |        |        |        |
|  | Bandırma Banvit               | G2                      | *69                           | 76                      | 145                     | EA7 Emporio Armani Milan | J1  | 73               | *79                           | 152                           |                               |                               |                               |                               |                               |                               |                               |                               |                               |                               |        |        |        |        |
|  |                               |                         |                               |                         |                         | EA7 Emporio Armani Milan | J1  | 73               | *79                           | 152                           |                               |                               |                               |                               |                               |                               |                               |                               |                               |                               |        |        |        |        |
|  |                               |                         | Dolomiti Energia Trento       | K1                      | *83                     | 92                       | 175 |                  |                               |                               |                               |                               |                               |                               |                               |                               |                               |                               |                               |                               |        |        |        |        |
|  | Dolomiti Energia Trento       | K1                      | Dolomiti Energia Trento       | K1                      | *83                     | 92                       | 175 | 83               | *79                           | 162                           |                               |                               |                               |                               |                               |                               |                               |                               |                               |                               |        |        |        |        |
|  | Dolomiti Energia Trento       | K1                      |                               |                         |                         |                          |     | 83               | *79                           | 162                           |                               |                               |                               |                               |                               |                               |                               |                               |                               |                               |        |        |        |        |
|  | CAI Zaragoza                  | N2                      | *85                           | 65                      | 150                     |                          |     |                  |                               |                               |                               |                               |                               |                               |                               |                               |                               |                               |                               |                               |        |        |        |        |
|  | CAI Zaragoza                  | N2                      | *85                           | 65                      | 150                     |                          |     |                  |                               |                               |                               |                               |                               |                               |                               |                               |                               |                               |                               |                               |        |        |        |        |

* : indique l'équipe évoluant à domicile
- 1/4 de finale retour - Strasbourg / Novgorod : 91-91 après 2 prolongations (65-74 après 40 minutes de jeu ; 77-86 après 45 minutes)
- 1/2 finale retour - Gran Canaria / Galatasaray : 94-81 après 1 prolongation (90-76 après 40 minutes de jeu)

## Récompenses individuelles

### Récompenses annuelles
- MVP de la saison régulière :  Errick McCollum ( Galatasaray Odeabank Istanbul)[2]
- MVP des finales :  Stéphane Lasme ( Galatasaray Odeabank Istanbul)[3]
- Entraîneur de l'année :  Maurizio Buscaglia ( Dolomiti Energia Trento)[4]
- Révélation de l'année :  Mateusz Ponitka ( Stelmet Zielona Góra)[5]
- Premier et deuxième cinq majeurs[6] :

| Meilleur cinq majeur d'Eurocoupe | Meilleur cinq majeur d'Eurocoupe | Meilleur cinq majeur d'Eurocoupe | Deuxième cinq majeur d'Eurocoupe | Deuxième cinq majeur d'Eurocoupe | Deuxième cinq majeur d'Eurocoupe |
| Position                         | Joueur                           | Équipe                           | Position                         | Joueur                           | Équipe                           |
| -------------------------------- | -------------------------------- | -------------------------------- | -------------------------------- | -------------------------------- | -------------------------------- |
| Arrière                          | Errick McCollum                  | Galatasaray Odeabank Istanbul    | Meneur                           | Kevin Pangos                     | Herbalife Gran Canaria           |
| Arrière                          | Mardy Collins                    | Strasbourg IG                    | Arrière                          | Mateusz Ponitka                  | Stelmet Zielona Góra             |
| Ailier                           | Vladimir Micov                   | Galatasaray Odeabank Istanbul    | Ailier                           | Victor Rudd                      | BK Nijni Novgorod                |
| Ailier                           | Davide Pascolo                   | Dolomiti Energia Trento          | Intérieur                        | Julian Wright                    | Dolomiti Energia Trento          |
| Intérieur                        | Alen Omić                        | Herbalife Gran Canaria           | Intérieur                        | Stéphane Lasme                   | Galatasaray Odeabank Istanbul    |

### Récompenses hebdomadaires

#### MVP par journée

##### Saison régulière
| Journée | Joueur                                       | Équipe                                                 | Éval. |
| ------- | -------------------------------------------- | ------------------------------------------------------ | ----- |
| 1       | Raymar Morgan                                | Ratiopharm Ulm                                         | 41    |
| 2       | Dragan Milosavljević                         | Alba Berlin                                            | 29    |
| 3       | Zabian Dowdell                               | Zénith Saint-Pétersbourg                               | 51    |
| 4       | Errick McCollum Zack Wright                  | Galatasaray Odeabank Istanbul Union Olimpija Ljubljana | 36    |
| 5       | Loukás Mavrokefalídis Earl Rowland           | AEK Athènes Hapoël Jérusalem                           | 38    |
| 6       | Loukás Mavrokefalídis (2) Kšyštof Lavrinovič | AEK Athènes (2) Lietuvos rytas Vilnius                 | 36    |
| 7       | Billy Baron Paul Stoll                       | Proximus Spirou Charleroi Avtodor Saratov              | 36    |
| 8       | Tywain McKee                                 | Le Mans SB                                             | 36    |
| 9       | Quino Colom                                  | UNICS Kazan                                            | 38    |
| 10      | Keith Langford                               | UNICS Kazan (2)                                        | 31    |

##### Top 32
| Journée | Joueur          | Équipe                            | Éval. |
| ------- | --------------- | --------------------------------- | ----- |
| 1       | Quino Colom (2) | UNICS Kazan (3)                   | 41    |
| 2       | Quino Colom (3) | UNICS Kazan (4)                   | 47    |
| 3       | Stéphane Lasme  | Galatasaray Odeabank Istanbul (2) | 35    |
| 4       | Adrien Moerman  | Bandırma Banvit                   | 38    |
| 5       | Travis Peterson | Avtodor Saratov (2)               | 33    |
| 6       | Alen Omić       | Herbalife Gran Canaria            | 37    |

##### Huitièmes de finale
| Journée | Joueur              | Équipe                            | Éval. |
| ------- | ------------------- | --------------------------------- | ----- |
| 1       | Victor Rudd         | BK Nijni Novgorod                 | 32    |
| 2       | Errick McCollum (2) | Galatasaray Odeabank Istanbul (3) | 29    |

##### Quarts de finale
| Journée | Joueur                                    | Équipe                                                 | Éval. |
| ------- | ----------------------------------------- | ------------------------------------------------------ | ----- |
| 1       | Alen Omić (2) Deon Thompson Mardy Collins | Herbalife Gran Canaria (2) Bayern Munich Strasbourg IG | 27    |
| 2       | Dominique Sutton                          | Dolomiti Energia Trento                                | 34    |

##### Demi-finales
| Journée | Joueur      | Équipe                            | Éval. |
| ------- | ----------- | --------------------------------- | ----- |
| 1       | Chuck Davis | Galatasaray Odeabank Istanbul (4) | 29    |
| 2       | D.J. Seeley | Herbalife Gran Canaria (3)        | 28    |

##### Finales
| Match | Joueur             | Équipe                            | Éval. moy. |
| ----- | ------------------ | --------------------------------- | ---------- |
| 1 & 2 | Stéphane Lasme (2) | Galatasaray Odeabank Istanbul (5) | 16,0       |